# Henk Lakeman
Henk Lakeman (Ilpendam, 30 agosto 1922 – Amsterdam, 8 aprile 1975) è stato un ciclista su strada e pistard olandese.

## Carriera
Professionista dal 1942 al 1954, Lakeman fu attivo sia su strada che su pista. Su strada, la sua vittoria più importante fu la classifica generale nel Giro dei Paesi Bassi 1950. Su pista, Lakeman è ricordato soprattutto per aver partecipato a 21 Sei giorni, quasi sempre con Cor Bakker, vincendone una a Barcellona nel 1952.
Fu soprannominato De Zingende Wielrenner (Il Ciclista Cantante) per la sua partecipazione ad alcune operette e ad un Tour de Chant in radio.
Morì nel 1975 all'età di 53 anni a causa di un'insufficienza cardiaca.

## Palmarès
- 1944

Oupeye
- 1945

Rekem
- 1946

Ronde van Midden-Limburg
Zaandam
Roermond
Steenbergen
Ossendrecht
- 1949

2ª tappa Giro dei Paesi Bassi (Groninga)
Eindhoven
Ossendrecht
- 1950

4ª tappa Giro dei Paesi Bassi (Baarle Nassau)
Classifica finale Giro dei Paesi Bassi
Terneuzen
Wouw
- 1951

Tholen
- 1952

Sei Giorni di Barcellona (con Cor Bakker)
- 1953

Amsterdam